# Gonophora bicoloripes
Gonophora bicoloripes es una especie de insecto coleóptero de la familia Chrysomelidae. Fue descrita en 1930 por Pic.